# فرنسيس بلاكويل فوربس
فرنسيس بلاكويل فوربس (بالإنجليزية: Francis Blackwell Forbes)‏ هو عالم نبات أمريكي، ولد في 11 أغسطس 1839 في نيويورك في الولايات المتحدة، وتوفي في 2 مايو 1908 في بوسطن في الولايات المتحدة بسبب مرض قلبي وعائي.